# شاه مختار (سررود الجنوبي)
شاه مختار (بالفارسية: شاه مختار) هي قرية تقع في إيران في قسم سررود الجنوبي الريفي. يقدر عدد سكانها بـ 62 نسمة بحسب إحصاء 2016.